# Втрати 59-ї мотопіхотної бригади
У статті наведено втрати 59-ї мотопіхотної бригади.
Основні бойові втрати підрозділів бригади випали на літо — осінь 2017 року, коли бригада виконувала бойові завдання на Приморському (Маріупольському) напрямку в Донецькій області.
Командир бригади полковник Василь Осипчук під час виїзної колегії Вінницької ОДА у Тростянці в травні 2018 року розповів, що у боях на Маріупольському напрямку бригада втратила чотирнадцять бійців, а всього загинуло 40 військовослужбовців, з них четверо — з Вінницької області.

## Поіменний список

### 2016
- 15 лютого 2016 — Шишолик Василь Серафимович, солдат, водій. Трагічно загинув в районі с. Бахмутське Бахмутський район (Донецька область), обставини не уточнено.[2]
- 12 квітня 2016 — Петренко Іван Васильович, Молодший сержант. Загинув в районі м. Золоте, Попаснянський район[3].
- 24 травня 2016 — Іліка Іван Миколайович, старший лейтенант, командир інженерно-саперного взводу 11-го окремого мотопіхотного батальйону «Київська Русь». 20 травня потрапив у масштабне ДТП з чотирма побратимами в районі селища Коротич поблизу Харкова. Помер, не виходячи з коми, у Харківському військовому госпіталі.[4]
- 5 липня 2016 — Воловенко Ігор Іванович, старший солдат. Бої під Попасною.
- 10 вересня 2016 — Снітко Олександр Петрович, молодший сержант. Загинув в результаті нещасного випадку поблизу м. Соледар (Донецька область).[5]

### 2017
- 24 лютого 2017 — Носан Юрій Миколайович. Отримав поранення в голову у зоні бойових дій, помер в реанімації Запорізької обласної клінічної лікарні.[6]
- 7 квітня 2017 — Без'язичний Юрій Васильович, підполковник. З важкими травмами декілька місяців перебував у комі, помер не приходячи до тями, в реанімаційному відділенні Запорізької обласної клінічної лікарні.[7]
- 15 травня 2017 — Перепадін Володимир Олександрович. Помер у госпіталі від захворювання, набутого у зоні бойових дій[8].

- 10 червня 2017 — Звездогляд Віталій Вікторович, 10 ОМПБ «Полісся». Загинув від мінометної міни після відбиття штурму у с. Павлопіль (Волноваський район Донецька область).[9]
- 11 червня 2017 — Яловець Євген Андрійович, старший сержант, кодувальник 10 ОМПБ «Полісся». Загинув від обстрілу авто з ПТКР поблизу с. Павлопіль Волноваського району (Донецька область).[10]
- 11 червня 2017 — Сорока Юрій Васильович, старший солдат, командир відділення взводу технічного забезпечення. Загинув під час обстрілу поблизу с. Кальчик (Нікольський район Донецька область).[11]
- 15 червня 2017 — Яремчук Сергій Олександрович, старший сержант, головний сержант взводу. Загинув від кульового поранення під час бою та обстрілу позиції ВОП між селищами Талаківка та Гнутове в Донецькій області.[12]
- 26 червня 2017 — Морозова Надія Олександрівна, кухар. Загинула в с. Павлопіль Волноваського району (Донецька область) від кульового поранення голови. 6 липня 2017 року військовий прокурор сил АТО повідомив, що Надія загинула в результаті порушення правил поводження зі зброєю з боку 20-річного бійця цієї ж бригади.[13]
- 9 липня 2017 - Тимощук Олексій Васильович, 24 червня 1981, Вінниця. Старший солдат, навідник кулеметного відділення мотопіхотного взводу 9-го ОМПБ «Вінниця» 59-ї ОМПБр. 29 червня 2017 Олексій пішов перевіряти мінні загородження перед окопами, і у цей час, близько 19:30, почався обстріл з гранатомета. Від розриву гранати дістав вкрай важкі осколкові поранення голови, очей, грудної клітки, живота. Дві доби життя бійця рятували лікарі 61-го військового мобільного госпіталю, 1 липня був евакуйований вертольотом в лікарню Мечникова м. Дніпра. Переніс декілька операцій, але все таки помер. Похований на Алеї Слави центрального кладовища Вінниці[14].
- 8 серпня 2017 - Рома Костянтин Сергійович, 24 лютого 1996, Козельщина Полтавська область. Військовослужбовець 9-го ОМПБ «Вінниця» 59-ї ОМПБр. Загинув  від кульового поранення у живіт в результаті обстрілу з гранатометів та стрілецької зброї на Приморському напрямку, поблизу с. Водяне, за іншими даними — смт Талаківка. Помер від поранення дорогою до госпіталю[15].
- 12 серпня 2017 - Сторчак Іван Васильович, 11 січня 1996, Криволука (Чортківський район) Тернопільська область. Солдат, навідник кулеметного взводу 3-ї мотопіхотної роти. Навесні 2016 пішов на строкову військову службу, у лютому 2017 підписав контракт і після підготовки у навчальному центрі відбув до зони АТО. Загинув від кулі снайпера під час бою з російськими терористами, які відкрили вогонь з гранатометів та великокаліберних кулеметів по українських укріпленнях неподалік с. Водяне на Приморському напрямку. Похований в с. Криволука[16].
- 25 серпня 2017 - Попов Олег Валерійович, 29 липня 1997, Низове (Новоархангельський район) Кіровоградська область. Солдат, оператор протитанкового відділення. Пішов служити добровольцем. Загинув внаслідок наскрізного кульового поранення голови під час обстрілу опорного пункту поблизу с. Водяне на Приморському напрямку. Похований в с. Низовому[17].
- 17 жовтня 2017 - Руденко Микола Вікторович, позивний «Рудік», 2 травня 1984, Одеса. Старший солдат, командир бойової машини (БРДМ-2) — командир 1-го відділення розвідувального взводу 10-го ОМПБ. 01.02.2017 підписав із ЗСУ контракт на три роки. Після навчання у 49-му батальйоні розвідки на Львівщині, на початку березня прибув до свого підрозділу. Загинув в результаті підриву на ворожому фугасі на Приморському напрямку у Донецькій області (за даними Gazeta.ua — загинув неподалік с. Павлопіль). Похований на Другому міському цвинтарі м. Одеси[18].
- 24 жовтня 2017 - Стецун Ілля Миколайович, 3 серпня 1998, Любомирівка (Новоушицький район) Хмельницька область. Військовослужбовець 9-го ОМПБ. Загинув від кульового поранення в груди поблизу с. Водяне на Маріупольському напрямку під час обстрілу укріплень з АГС та кулеметів (за іншими даними — загинув внаслідок мінометного обстрілу від осколкового поранення)[19].

### 2018
- 10 липня 2018 - Губенко Володимир Сергійович. м. Щастя. Помер від серцевого нападу під час виконання службових обов'язків[20].
- 3 вересня 2018 - Шипа Олександр Анатолійович, капітан. Помер від гострої серцевої недостатності під час виконання службових обов'язків[21]
- 29 жовтня 2018 - Оніщук Віталій Віталійович, солдат. Загинув під час проведення ремонтних робіт внаслідок вибуху боєприпасу[22].

### 2021
- 8 січня 2021 - Слободянюк Вікторія Миколаївна, старший солдат. Померла в зоні проведення ООС (Донецька область), обставини смерті уточнюються[23].
- 11 лютого 2021 - Глушко Олександр Вікторович, солдат. Загинув, перебуваючи на бойових позиціях, внаслідок смертельного поранення від снайперського пострілу[24].

### 2022
- 24 лютого 2022 — Свіргун Ольга Анатоліївна, солдат. Загинула, потрапивши у засідку в районі Олешків.
- 26 лютого 2022 - Зерук Анатолій, 54 роки, штаб-сержант 9-го окремого мотопіхотного батальйону. Загинув у бою поблизу селища Молодіжне Херсонської області. Нагороджений орденом "За мужність" III ступеня (посмертно). Похований 5 липня 2025 року у Вінниці[25].
- 2 травня 2022 — Анатолій Анатолійович Юзва. Загинув внаслідок осколкового поранення поблизу с. Шевченко під Волновахою.[26]
- 5 травня 2022 — Стеценко Святослав Олександрович, полковник запасу.
- 17 липня 2022 — Лук'ян Богдан Олегович, лейтенант[27].
- 5 грудня 2022 - Хибовський Ярослав Юрійович, старший сержант

### 2023
- 15 січня 2023 — Маслов Олександр Михайлович, солдат
- 16 лютого 2023 — Небиш Сергій Васильович, старший сержант, командир стрілецького відділення 11 батальйону. Загинув в районі населеного пункту Піски Донецької області[28]
- 27 лютого 2023 — Балтян Павло Володимирович, сержант, Герой України
- 7 березня 2023 — Романюк Володимир Іванович, солдат. Загинув в районі населеного пункту Невельське Донецької області [29]
- 27 березня 2023 року в районі населеного пункту Невельське Донецької області загинув Міркун Сергій Олегович, солдат, стрілець-помічник гранатометника[30]
- 27 березня 2023 року в районі населеного пункту Невельське Донецької області загинув Ставничий Ігор Григорович, старший сержант, головний сержант стрілецького взводу[31]
- 19 липня 2023 — Одинець Валерій («Одін») 29 липня 1977, м. Вінниця. Старший сержант, 10-й батальйон «Полісся». Загинув біля селища Невельське на Донеччині [32]
- 19 липня 2023 — Денежко Володимир Васильович, молодший сержант
- 30 серпня 2023 — Чубін Борис Валерійович. Загинув під Авдіївкою Донецької області.
- 30 серпня 2023 - Брожек Олександр Вікторович. Солдат- водій взводу забезпечення роти забезпечення батальйону матеріального забезпечення. Загинув біля населеного пункту Селідово Донецької області[33].
- Іщенко Володимир Олександрович («Лисий»). м. Київ. Воював з 2014-го року [34][35]
- 20 жовтня 2023 — поблизу населеного пункту Невельське, Донецької області загинув молодший сержант, старший водій відділення підвозу засобів інженерного озброєння взводу інженерних загороджень інженерно-саперної роти групи інженерного забезпечення Рудий Мирослав Сергійович[36]
- 31 жовтня 2023 — Панасюк Михайло Сергійович, солдат
- 1 листопада 2023 — помер Денис Куклінський[37].

### 2024
- 2 лютого 2024 — Шелепніцький Ілля Васильович («Чикатило») [38]
- 9 лютого 2024 — Ігор Нестерук, сержант. Загинув на Донеччині.[39]
- 12 лютого 2024 — Владислав Бабак. Повник кавалер ордену «За мужність». Загинув неподалік населеного пункту Первомайське на Донеччині.[39]
- 18 лютого 2024 - Андрій Олійник (25 років), старший солдат. Загинув на авдіївському напрямку поблизу села Первомайське[40].
- 21 лютого 2024 - Грищенко Михайло Васильович. Сержант, старший бойовий медик роти протитанкових ракетних комплексів. Загинув в Донецькій області с. Мемрик[41].
- 29 лютого 2024 — Герман Михайло Михайлович. Загинув на Донеччині [42].
- 2 березня 2024 — Турбаба Володимир Павлович, сержант. Загинув в районі селища Невельське Донецької області.[43]
- 20 березня 2024 - Вадим Ковальчук, стрілець. Загинув поблизу села Первомайське[40].
- 15 квітня 2024 — Петриченко Павло («Інвестор»), молодший сержант.
- 15 квітня 2024 — Дмитренко Євгеній Юрійович — старший солдат, оператор безпілотних авіаційних комплексів. Загинув в районі міста Красногорівка Покровського району Донецької області[44]
- 17 травня 2024 — Горбунов Станіслав Леонідович. Солдат, водій. Загинув в районі міста Красногорівка Покровського району Донецької області [45].
- 4 червня 2024 — Степаненко Сергій. 18 травня 1974, м. Ладижин. Водій відділення зенітно-ракетного взводу стрілецького батальйону [46]
- 24 червня 2024 -  Дуброва Борис Борисович, 1976 р.н., солдат. Загинув поблизу населеного пункту Невельське Покровського району Донецької області[47].
- 8 серпня 2024 — Андрієнко Юрій. 7.02.1971, м. Львів [48].
- 15 серпня 2024 — Насадюк Михайло Михайлович. 26 років, с. Капустян. Старший солдат, сапер інженерно-саперного відділення інженерно-саперного взводу інженерно-саперної роти групи інженерного забезпечення [49].
- 16 вересня 2024 — Дарієвський Валерій [50].
- 17 жовтня 2024 — Бойко Наталія. 23.08.1989, м. Львів. Долучилася до війська в липні 2023 [51].
- 6 грудня 2024 - Чумін Олександр Вікторович, 36 років. Солдат, кулеметник мотопіхотного спеціалізованого відділення спеціалізованого мотопіхотного взводу мотопіхотної спеціалізованої роти мотопіхотного спеціалізованого батальйону (ШКВАЛ). Загинув поблизу села Новотроїцьке Донецької області[52].

### 2025
- 18 березня 2025 — Богомаз Олег. 17.08.1989, м. Львів [53]
- 24 квітня 2025 — Спірідонов Іван («Чужий»). 27.04.1997, с. Малокаховка Херсонської області [54].